# Marquesado de Melín

Escudo del Franco Condado, territorio al que pertenecía Melín, de donde era Señor Filiberto Manuel de Sotomayor y Benavides.

El Marquesado de Melín es un título nobiliario español creado el 23 de agosto de 1655 en Flandes, por el rey Felipe IV a favor de Filiberto Manuel de Sotomayor y Benavides, Señor de Melín, territorio del antiguo Franco Condado español.

## Marqueses de Melín
|                               | Titular                                   | Periodo                |
| Creación por Felipe IV        | Creación por Felipe IV                    | Creación por Felipe IV |
| ----------------------------- | ----------------------------------------- | ---------------------- |
| I                             | Filiberto Manuel de Sotomayor y Benavides | 1655- ?                |
| Rehabilitado por Alfonso XIII |                                           |                        |
| II                            | Enrique Carrión y Vecín                   | 1929-1950              |
| III                           | Enrique Falcó y Carrión                   | 1952-actual titular    |

Enrique Carrión y Vecín fue el promotor del famoso Edificio Carrión o Capitol de Madrid.

## Historia de los Marqueses de Melín
- Filiberto Manuel de Sotomayor y Benavides, I marqués de Melín.

Rehabilitado en 1929:
- Enrique Carrión y Vecín (1877-1950), II marqués de Melín.

1. Casó con Amelia Inés Santa Marina y Romero.
2. Casó con María Trinidad de Santiago-Concha y Tineo, VIII condesa de Sierrabella, XIII marquesa del Dragón de San Miguel de Híjar, condesa de la Vega del Ren.

Le sucedió, de su hija Emilia Carrión y Santa Marina, casada con José Falcó y Álvarez de Toledo, XVI conde de Elda, el hijo de ambos, por tanto su nieto:
- Enrique Falcó y Carrión, III marqués de Melín, conde de Elda.

1. Casó con María Fernanda Méndez-Núñez y Gómez-Acebo, hija de Fernando Méndez-Núñez y Núñez y Blanca Gómez-Acebo y Silvela, marquesa de la Solana.